# Paul Dahm

Paul Dahm

Paul Dahm (* 6. Juni 1904 in Langerfeld; † 28. Juni 1974 in Remscheid) war ein deutscher Politiker (NSDAP). Er war Mitglied des Reichstags sowie Polizeigebietsführer in Banja Luka und Esseg und wurde am 30. Januar 1938 zum SS-Standartenführer befördert.

## Leben
Dahm besuchte von 1911 bis 1920 die Volksschule und danach die Oberrealschule in Barmen, die er 1920 mit der Obersekundareife beendete. Er begann eine bis 1923 dauernde Lehre zum Zahntechniker, nach deren Bestehen er zum staatlich geprüften Dentisten avancierte. Bis 1924 arbeitete er als Assistent in einer Barmer Praxis und übernahm anschließend die Praxis seines Vaters, die er bis zum 31. März 1936 weiterführte.
Von 1920 bis 1922 gehörte Dahm dem Deutschvölkischen Schutz- und Trutzbund an, anschließend bis 1923 der Marine-Brigade Ehrhardt. Am 26. März 1923 wurde er in die Ortsgruppe München der NSDAP aufgenommen. Bis März 1923 war er nach seinem Eintritt in die Partei SA-Führer in Langerfeld. Nach Aufhebung des Parteiverbots trat er zum 15. Dezember 1925 erneut der NSDAP bei (Mitgliedsnummer 25.343) und war anschließend bis 1926 wieder als SA-Führer in Langerfeld tätig. Er zog sich 1926 aus gesundheitlichen Gründen aus dem aktiven SA-Dienst zurück. Er trat am 27. Oktober 1930 von der SA zur SS über und blieb bis zu seiner endgültigen Aufnahme am 2. März 1931 SS-Anwärter (SS-Nummer 5.792). Ab Anfang 1934 führte er zunächst den II. Sturmbann und ab April 1936 den I. Sturmbann der 20. SS-Standarte. Von 1937 bis zum Kriegsende war er Führer der 20. SS-Standarte in Düsseldorf. In Wuppertal war er vom 12. März 1933 bis 1934 Stadtverordneter der NSDAP und wurde 1937 schließlich Ratsherr in Düsseldorf. Im Gau Düsseldorf wurde er Ehrenrichter der DAF. Nachdem er im April 1938 erfolglos für einen Sitz im Reichstag vorgeschlagen wurde, rückte er am 1. August 1940 für den verstorbenen Abgeordneten Fritz Weitzel in den Reichstag nach (Wahlkreis 22 – Düsseldorf-Ost). 
Von Herbst 1939 bis Dezember 1940 leitete er die Ergänzungsstelle in Düsseldorf des Ergänzungsamtes der Waffen-SS. Er leitete anschließend bis Dezember 1941 die Ergänzungsstelle Nord in Oslo. Ab 1942 war er an der Front als SS-Sturmbannführer der Waffen-SS eingesetzt. Von Anfang August 1943 bis zum April 1945 war er als Polizeigebietsführer in Banja-Luka eingesetzt und übernahm für den verstorbenen Ferdinand von Sammern-Frankenegg am 20. September 1944 außerdem das Amt des Polizeigebietsführers Esseg. 
Im April 1945 geriet er in Österreich in amerikanische Kriegsgefangenschaft, aus der er jedoch, noch vor seiner Auslieferung an Jugoslawien, entweichen konnte. Anfang der 1950er Jahre erfolgte ein Entnazifizierungsverfahren in Wuppertal. Schließlich praktizierte er wieder als Zahnarzt und verstarb 1974.